# Lies (canción de McFly)
«Lies»  —en español: «Mentiras»— es el décimo quinto single de la banda británica McFly, y segundo sencillo perteneciente a su cuarto álbum de estudio, Radio:ACTIVE, publicado bajo su propio sello discográfico, Super Records, después de que la banda abandonase su antigua discográfica, Island Records. La canción no figuró en la primera promoción de 10 temas del álbum que fueron regalados con The Mail on Sunday en julio de 2008, sin embargo, si se presenta como una de las cuatro pistas adicionales sobre la edición comercial del álbum, la cual fue publicada el 22 de septiembre de 2008. 

El 17 de septiembre de 2008, la canción fue añadida a la BBC Radio 1 A-List. Debutó en el número #4 en las listas de ventas del Reino Unido, vendiendo 26.071 copias en su primera semana de lanzamiento físico, tan sólo 7 copias detrás de la canción «When I Grow Up»  de The Pussycat Dolls. El sencillo se convirtió en platino gracias a haber vendido más de 170.000 copias en Brasil, sólo en las descargas. Por otro lado «Lies» también forma parte del CD recopilatorio Now That 's What I Call Music! 71 y aparece en la banda sonora internacional de la telenovela brasileña Caminho das Índias.

## Descripción
Las voces principales de la canción se dividen entre los miembros de la banda de Danny Jones y Tom Fletcher, con aportaciones en los coros del bajista Dougie Poynter. 

«Líricamente Lies es, sin duda la canción más oscura que hemos escrito. Trata de una chica mala que está fuera de sí misma y que no le importa utilizar a quien sea para conseguir lo que ella quiere. Tuvimos una chica en mente cuando la escribimos, pero en realidad es una amalgama de varias chicas que hemos conocido a lo largo de nuestra carrera. Esperamos que arda en el infierno al final. Una melodía en tiempo real, bien entonces!»
Tom Fletcher

## Vídeo musical
El vídeo musical completo posee una duración de poco más de 6 minutos y recibió su estreno en el canal T4 el 23 de agosto de 2008. 
El videoclip, dirigido por el dúo Chris Hopewell y Ben Foley, tiene lugar en un mundo apocalíptico donde el agua es escasa y por lo tanto, una fuente de poder. La banda aparece en una camioneta, que se avería y que necesita ser empujada hacia una ciudad cercana en busca de agua para arreglarla. A continuación se muestran unos planos de la banda alrededor de la ciudad entre los cuales se incluyen locales de baile y bazares. La banda está próxima a la realización de su actuación musical, mientras han estado siendo observados desde su llegada por una mujer malvada con el pelo azul. 
Ya en el transcurso del concierto los chicos muestran su habilidad elemental (fuego), hecho por el cual la mujer azul muestra preocupación. Ella asiente con la cabeza a una de sus secuaces, ordenándole que destruya de una patada la única botella de agua restante de la banda, lo que provoca un gran impacto. Este hecho repercute en la indignación de todos los presentes: la batalla estalla y se suceden las peleas entre la mujer azul y los miembros de la banda en un callejón sin salida, donde ella muestra su poder elemental (agua). Finalmente los chicos consiguen la victoria y la mujer azul termina en el suelo limpiándose el labio. De repente, un robot colosal da un paso adelante, sujetando una motosierra. La banda toma eso como una señal para montarse en su furgoneta y huir de la ciudad, pero su camioneta se vuelve a romper cuando apenas estaban en las afueras de esta. El videoclip finaliza con un plano de la mujer azul, que sonríe de forma malévola junto al robot y su motosierra, antes de caminar hacia ellos.

## Lista de canciones
| CD Single (Super CDSUPR2) |                                                      |          |  |
| N.º                       | Título                                               | Duración |  |
| 1.                        | «Lies»                                               | 3:46     |  |
| 2.                        | «The Winner Takes It All» (versión acústica de ABBA) | 4:17     |  |

| Maxi Single (Super CXSUPR2) |                                                  |          |  |
| N.º                         | Título                                           | Duración |  |
| 1.                          | «Lies»                                           | 3:46     |  |
| 2.                          | «Going Through The Motions» (versión en directo) | 3:49     |  |
| 3.                          | «The End» (versión en acústico)                  | 3:42     |  |
| 4.                          | «Interview»                                      | 11:26    |  |

| DVD Single (Super DVDSURP2) |                                                          |          |  |
| N.º                         | Título                                                   | Duración |  |
| 1.                          | «Lies» (videoclip)                                       | 6:06     |  |
| 2.                          | «Behind the Scenes Documentary - The "Lies" Video Shoot» |          |  |
| 3.                          | «Lies» (audio)                                           |          |  |
| 4.                          | «Additional McFly Footage»                               |          |  |

## Historial de lanzamientos
| País               | Fecha                    | Discográfica     | Formato                          |
| ------------------ | ------------------------ | ---------------- | -------------------------------- |
| iTunes             | 7 de septiembre de 2008  | Super Records    | Descarga digital                 |
| Reino Unido        | 8 de septiembre de 2008  | Super Records    | Descarga digital                 |
| Reino Unido        | 15 de septiembre de 2008 | Super Records    | Sencillo en CD                   |
| Irlanda            | 11 de septiembre de 2008 | Super Records    | CD, Descarga digital             |
| Brasil             | 20 de octubre de 2008    | EMI Music Brasil | Airplay                          |
| Japón              | 26 de noviembre de 2008  | Avex Trax        | Sencillo en CD, descarga digital |
| Chile              | Febrero de 2009          | EMI Music        | Airplay                          |
| México y Argentina | Julio de 2009            | EMI Music        | Airplay                          |

## Posicionamiento en las listas de ventas
| Lista de ventas          | Posición más alta |
| ------------------------ | ----------------- |
| UK Singles Chart         | 4                 |
| Irish Singles Chart      | 30                |
| European Hot 100 Singles | 14                |
| Portugal Singles Top 50  | 24                |

## Certificaciones
| País   | Certificación        |
| ------ | -------------------- |
| Brasil | Platino (cert. ABPD) |

## Personal
- Danny Jones - compositor, guitarra, voz principal, productor ejecutivo.
- Tom Fletcher - compositor, guitarra, voz principal, piano, teclado.
- Harry Judd - batería, percusión.
- Dougie Poynter - compositor, bajo, coros.
- Jason Perry - productor
- Tom Lord-Alge - mezcla
- Ted Jensen - masterización